# 도촌초등학교 (경기)
도촌초등학교는 대한민국 경기도 성남시에 있는 공립 초등학교이다.

## 학교 연혁
- 2008. 01. 07 도촌초등학교 설립인가
- 2008. 03. 01 도촌초등학교 12학급, 유치원 2학급 개교
- 2008. 03. 01 초대 오양기 교장 부임
- 2008. 06. 05 개교기념식
- 2008. 09. 01 보육교실(꿈나무 안심학교) 개교
- 2012. 09. 01 제3대 송민호 교장 취임
- 2015. 02. 13 제7회 졸업 136명, 누계 910명
- 2015. 03. 02 시업식 및 입학식
- 2015. 03. 02 초등학교 40학급(특수 1학급), 유치원 5학급 편성

## 참고 자료
- 도촌초등학교 - 한국교육학술정보원 학교알리미